# Ana Marcela Cunha
Ana Marcela Jesus Soares da Cunha (Salvador, 23 marzo 1992) è una nuotatrice brasiliana specializzata nel nuoto di fondo.

## Biografia
Già vincitrice di due medaglie d'oro all'età di 14 anni nei 5 km e nei 10 km ai Giochi sudamericani di Buenos Aires 2006, due anni più tardi Ana Marcela Cunha ha preso parte alle Olimpiadi di Pechino 2008 piazzandosi al quinto posto nella 10 km in acque libere. Ha partecipato ai suoi primi campionati mondiali durante Roma 2009 finendo al 22º posto nella maratona 10 km. 
La nuotatrice brasiliana ha vinto il suo primo titolo mondiale conquistando l'oro nei 25 km a Shanghai 2011; reduce da un periodo positivo, che l'ha vista premiata dalla FINA come miglior nuotatrice del 2010 in acque libere, Cunha ha però mancato la qualificazione alle Olimpiadi di Londra 2012. A Kazan' 2015, a distanza di quattro anni, ha vinto il suo secondo titolo mondiale nei 25 km. Nel 2017 conquista l’oro ai mondiali di Budapest e vince la prestigiosa Capri-Napoli. Ai Mondiali di nuoto in acque libere del 2019 conquista l’oro sia nei 5 Km che nei 25 Km. Alle Olimpiadi di Tokyo 2020, il 4 agosto 2021, vince l'oro nella 10 chilometri di fondo femminile, segnando il tempo di 1:59:30", precedendo l’olandese, campionessa olimpica ed europea, Sharon van Rouwendaal, argento col tempo di 1:59:31", e l'australiana Kareena Lee, bronzo col tempo di 1:59:32".

## Palmarès
- Giochi olimpici

Tokyo 2020: oro nella 10km.
- Mondiali

Shanghai 2011: oro nei 25 km.
Barcellona 2013: argento nei 10 km e bronzo nei 5 km.
Kazan' 2015: oro nei 25 km, argento nei 5 km a squadre e bronzo nei 10 km.
Budapest 2017: oro nei 25 km e bronzo nei 5 km e nei 10 km.
Gwangju 2019: oro nei 5 km e nei 25 km.
Budapest 2022: oro nei 5 km e nei 25 km, bronzo nei 10 km.
Fukuoka 2023: bronzo nella 5 km.
Doha 2024: bronzo nella 5 km.
- Campionati panpacifici

Tokyo 2018: bronzo nella 10 km.
- Giochi panamericani

Lima 2019: oro nella 10 km.
Santiago del Cile 2023: argento nella 10 km.
- Giochi sudamericani

Buenos Aires 2006: oro nei 5 km e nei 10 km.
Medellín 2010: oro nei 5 km e argento nei 10 km.
Santiago del Cile 2014: oro nei 3 km a squadre e bronzo nei 10 km.
- Giochi mondiali sulla spiaggia

Doha 2019: oro nei 5 km.
- Vincitrice della Coppa del Mondo di nuoto di fondo nel 2010, nel 2012, nel 2014, nel 2018, nel 2021, nel 2022 e nel 2024.

## Riconoscimenti
- Atleta dell'anno FINA: 2010, 2014, 2015, 2017, 2018, 2019, 2021, 2022
- Open Water Swimmer of the Year: 2019, 2021, 2022